# Big Bet - La grande scommessa
Big Bet - La grande scommessa (카지노?, KajinoLR; lett. "Casinò") è una serie televisiva sudcoreana distribuita su Disney+. La prima stagione è andata in onda dal 21 dicembre 2022 al 25 gennaio 2023, mentre la seconda dal 15 febbraio al 22 marzo 2023.

## Trama
A causa di un'indagine fiscale, Cha Mu-sik fugge nelle Filippine, dove apre un casinò di enorme successo e acquisisce il potere necessario per avvicinarsi alla politica. Un giorno, tuttavia, viene accusato di un omicidio che non ha commesso.

## Personaggi e interpreti
- Cha Mu-sik, interpretato da Choi Min-sik
- Oh Seung-hoon, interpretato da Son Suk-ku
- Yang Jeong-pal, interpretato da Lee Dong-hwi

## Riconoscimenti
- Asia Contents Award & Global OTT Award[5]
  - 2023 – Candidatura Migliori effetti visivi
- Baeksang Arts Award[6]
  - 2023 – Candidatura Miglior attore televisivo a Choi Min-sik
- Blue Dragon Series Award
  - 2023 – Miglior drama[7]
  - 2023 – Miglior attore di supporto a Lee Dong-hwi[8]
  - 2023 – Candidatura Miglior attore a Choi Min-sik[9]
  - 2023 – Candidatura Migliore attrice di supporto a Kim Joo-ryoung[9]
- Director's Cut Award[10]
  - 2023 – Candidatura Miglior regista televisivo a Kang Yun-seong e Nam Gi-hoon
  - 2023 – Candidatura Miglior sceneggiatura a Kang Yun-seong
  - 2023 – Candidatura Miglior attrice televisiva a Lee Hye-young
  - 2023 – Candidatura Miglior attore televisivo a Choi Min-sik
  - 2023 – Candidatura Miglior nuova attrice televisiva a Seo Eun-seo
  - 2023 – Candidatura Miglior nuovo attore televisivo a Lee Hae-woo
- Seoul International Drama Award[11]
  - 2023 – Premio uccello dorato a un programma televisivo
  - 2023 – Premio uccello dorato a un individuo a Choi Min-sik